# Kadsura

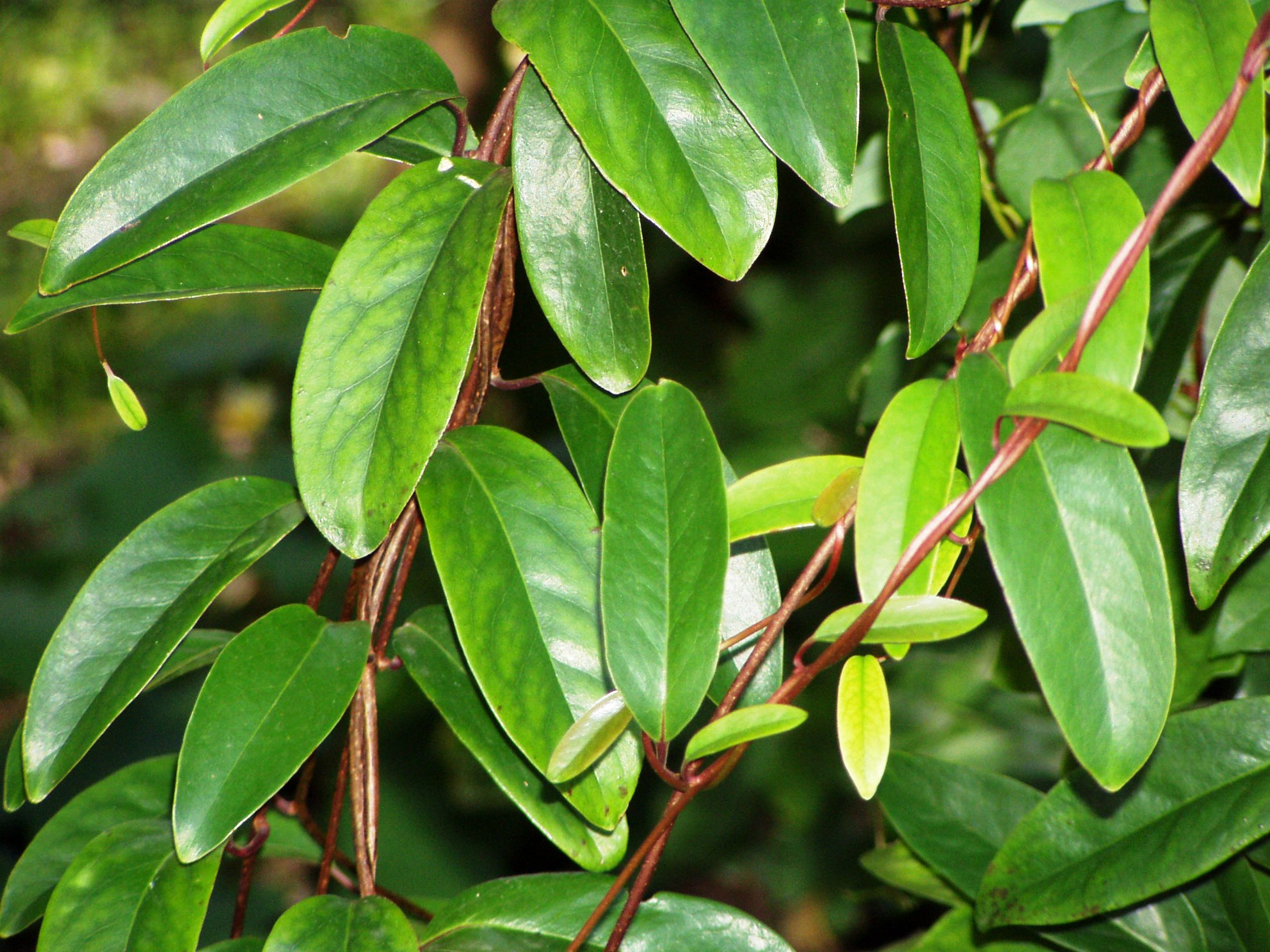
Folhagem de Kadsura japonica.

Kadsura Kaempf. ex Juss., 1810 é um género de plantas com flor pertencente à família Schisandraceae que agrupa 16 espécies de lianas lenhosas. A espécie-tipo é K. japonica (L., 1753) Dunal, 1817.

## Descrição
Morfologia
Os membros do género Kadsura são plantas monoicas ou dioicas que apresentam os caracteres gerais típicos da família Schisandraceae, sendo plantas lianosas lenhosas, trepadoras e glabras. As folhas são usualmente coriáceas.
As flores são unissexuais, com 7-24 tépalas. Os estames são 13-80, unidos de diversas formas, por vezes formando uma estrutura globosa, com o conectivo largo. Os carpelos são 20-300, colocados em espiral sobre o receptáculo. Apresentam 2-5(-11) óvulos por carpelo.
O fruto é composto, formando uma infrutescência globosa, subglobosa ou elipsoide, com receptáculo curto, sendo cada fruto individual uma baga contendo (1-)2-5(-11) sementes.
O número cromossómico é 2n = 28.
Usos
Algumas espécies apresentam usos em jardinagem. Os frutos secos de Kadsura heteroclita são usdados na medicina tradicional asiática, bem como partes de outras especies, como por exemplo Kadsura japonica.
Distribuição
O género apresenta distribuição natural pelo leste e sueste da Ásia.

## Espécies
- Espécie Kadsura acsmithii R.M.K. Saunders, 1997

Borneo (Sarawak)
- Espécie Kadsura angustifolia A.C. Sm., 1947 (= K. guangxiensis S.F. Lan, 1983)

Vietnam, China. Medicinal.
- Espécie Kadsura borneensis A.C. Sm., 1947

Borneo
- Espécie Kadsura celebica A.C. Sm., 1947

Célebes
- Espécie Kadsura coccinea (Lem., 1855) A.C. Sm., 1947 (= K. chinensis Hance ex Benth., 1861; Schisandra hanceana Baill., 1868; K. cavaleriei H. Lév., 1911; K. hainanensis Merr., 1923; K. ananosma Kerr, 1936; K. chinensis var. annamensis Gagnep., 1928, nom. inval.; K. calophylla A.C. Sm., 1947; K. coccinea var. sichuanensis Y.W. Law, 1996)

China, Tailandia, Birmania, Vietnam, Laos. Medicinal, frutos comestibles.
- Espécie Kadsura heteroclita (Roxb., 1832) Craib, 1925 (= K. roxburghiana Arn., 1838; K. wightiana Arn., 1838; Sphaerostema blumiana Griff., 1854; K. championii C.B. Clarke, 1889; K. wattii C.B. Clarke, 1889; K. acuminata P. Parm., 1895; K. roxburghiana var. macrocarpa P. Parm., 1896; ? Schisandra crassifolia Pierre ex Finet & Gagnep., 1907; K. billitonensis A. Agostini, 1926; K. parvifolia A. Agostini, 1926; K. polysperma Y.C. Yang, 1939; K. interior A.C. Sm., 1947)

Bangladés, Birmania, Bután, China, India, Laos, Malasia, Sri Lanka, Tailandia, Vietnam, Sumatra. Medicinal, frutos comestibles.
- Espécie Kadsura induta A.C. Sm., 1947

China
- Espécie Kadsura japonica (L., 1753) Dunal, 1817(= K. matsudai Hayata, 1920)

Corea, Japón, Nansei-shoto, Taiwán. Medicinal, frutos comestibles, ornamental, manufactura del papel tradicional washi. 2n = 28.
- Espécie Kadsura lanceolata King, 1889 (= K. ultima A.C. Sm., 1947)

Borneo, Malasia, Indonesia
- Espécie Kadsura longipedunculata Finet & Gagnep., 1905 (= K. discigera Finet & Gagnep., 1906; K. peltigera Rehder & E.H. Wilson, 1913; K. omeiensis S.F. Lan, 1983)

China. Medicinal, perfumería, frutos comestibles, fibra de tallos para cordelería. 2n = 28.
- Espécie Kadsura marmorata (Hend. & A.A. Hend., 1859-61) A.C. Sm., 1947 (= K. apoensis Elmer, 1915; K. sulphurea Elmer, 1915; K. clemensiae A.C. Sm., 1947)

China, Borneo, Filipinas (Mindanao)
- Espécie Kadsura oblongifolia Merr., 1923

China. Medicinal, frutos comestibles.
- Espécie Kadsura philippinensis Elmer, 1908 (= K. macgregorii Merr., 1910; K. paucidenticulata Merr., 1910; K. sorsogonensis Elmer ex Merr., 1923 nom. illeg.)

Filipinas (Luzón, Mindanao)
- Espécie Kadsura renchangiana S.F. Lan, 1983

China
- Espécie Kadsura scandens (Blume, 1825) Blume, 1830 (= K. cauliflora Blume, 1830; K. scandens var. intermedia Kuntze, 1891; Schisandra ovalifolia P. Parm., 1896)

Tailandia, Malacca, Sumatra, Java, Bali. Medicinal, frutos comestibles.
- Especie Kadsura verrucosa (Gagnep., 1939) A.C. Sm., 1947

laos, Vietnam, Malacca, Sumatra, Java